# Paul Lo Duca
Paul Anthony Lo Duca (Brooklyn, 12 de abril de 1972) é um jogador americano de beisebol. É receptor. Após jogar 2006 e 2007 pelo New York Mets, em 11 de dezembro de 2007 ele assinou um contrato de 1 ano/US$ 5 mi com o Washington Nationals para a temporada de 2008.